# 桂南光 (3代目)
三代目 桂 南光（かつら なんこう、1951年〈昭和26年〉12月8日 - ）は、上方噺家（上方の落語家）、タレント、司会者。本名は森本 良造（もりもと りょうぞう）。
母方は千早赤阪村の笠脇氏。大阪府南河内郡千早赤阪村出身。四條畷市在住。芸能事務所米朝事務所常務取締役。写真事務所株式会社フォトライブ常務取締役。出囃子は『猩々』。桂べかこ時代の愛称は「べかちゃん」、桂南光になってからは「なんこやん（なんこうやん）」。

## 来歴
高校時代までは漫画家志望であった。
大阪府立今宮工科高等学校在学時に『素人名人会』（毎日放送）に漫談で出演したことがある。その時に楽屋で初めて3代目桂米朝に会い、サインを貰う。そのころに聴いていたラジオ番組『オーサカ・オールナイト 叫べ! ヤングら』（ラジオ大阪）がきっかけとなり、同番組でディスクジョッキーをしていた2代目桂枝雀（当時：桂小米）のもとを訪れる（南光自身の証言では高校3年生になった頃）。南光には枝雀が落語家という認識がなく、卒業後の進路も決まらない中で、他のディスクジョッキーにはないような話題（「宇宙の話とか死後の世界とか、仏教的な話」）をする枝雀を「いい人や」と感じて出かけ、特に落語家になろうと考えてはいなかった。喫茶店で話を聞いた枝雀は「落語を聞いたことがない」という南光に、「まず落語を聞いてから」と京都・安井金比羅宮での米朝一門勉強会（「桂米朝落語研究会」）を案内する。1969年4月27日の勉強会を観覧した後に枝雀に感想のレポートを書き、それを読んだ枝雀から自宅に来るように言われる。訪問した南光に枝雀はすぐに稽古を付け、以降枝雀宅の訪問が何度か続き、夏休みには枝雀の家（当時は高校の恩師宅に間借りしていた）に住み込んだ。南光はそのまま高校を中退して弟子入りしようとしたが、枝雀からは「せっかく今までいってたんやから」と、高校卒業後に入門を許された。入門は1970年3月3日である。高座名は、3代目桂米歌子（3か月ほど名乗った後に桂べかこに改名）を名乗ることになった。この高座名は米朝の提案で、枝雀も同意して決まった。
枝雀は当初「ぼくは弟子を取れる身分ではない」と断ったそうである。ただ、大師匠である米朝が勧めたこともあり、「ならば、一緒に落語を勉強しよう」ということで弟子に採ったという経緯がある。枝雀は「兄弟のような関係でやっていこう」と自分のことを「師匠」ではなく「兄さん」と呼ばせるようにしたが、南光が「兄さん」と呼ぶのを聞いた米朝から、二人揃って「師匠に対して兄さんとは何事か」「それではけじめがつかんやないか」と叱られたという。南光は内弟子を2年間続け、その間に20ものネタを枝雀から伝授された。入門翌月の4月6日、安井金刀比羅宮での米朝一門勉強会で『始末の極意』を演じたのが初舞台となる（ただし、その前に尼崎市武庫之荘での小さな落語会でやはり『始末の極意』を演じている）。
入門翌年の1971年11月に朝日放送が開催した「1080分落語会」では開会の「口上」の直後に最初の演者として『江戸荒物』を演じた。
1972年8月に、3代目桂米之助が東大阪市の自宅近くで始めた勉強会「岩田寄席」に、師匠の推薦で参加。ともに参加した笑福亭松葉・桂春若・桂米輔・桂米太郎はいずれも同年の入門（1970年=昭和45年）だったことから、5人は「花の四十五年組」と称された。この5人はその後も「落語集団・岩田寄席」という活動をしたり、松葉の結婚を南光と春若が支援するなど公私で関わりを持った。
1984年11月にサンケイホールで初の独演会を開催。米朝一門でサンケイホールでの独演会は米朝・枝雀・2代目桂ざこば（当時は桂朝丸）に次いで4人目で、初開催時の年齢は4人の中で最年少だった。以降もサンケイホールでの独演会は2003年の第20回まで開催され、ハウス食品の即席麺「好きやねん」のテレビCMに出演していた頃には、来場者土産として「好きやねん」の現物を配っていた。
一方、1992年に朝日放送テレビで『べかこの自遊時間』が始まり、翌1993年4月には関西テレビのローカル生番組『やる気タイム10』（10月より『痛快!エブリデイ』）で司会を務めるなど、テレビでのMC・司会にも進出した。『やる気タイム・10』が始まるときには、もう一人の司会を決める際に笑福亭松葉を希望し、番組開始後はそのフォローに「松っちゃんが、居てくれるだけで助かった」という。
1993年11月に「3代目桂南光」を襲名。「南光」の名跡は、初代が桂文左衛門（2代目桂文枝）、2代目が桂仁左衛門の前名であり、いずれも桂派の大立者が名乗った由緒あるものである。襲名は米朝の薦めによるものだが、当初は「萬光」にするかどうかで迷ったという。同年7月の襲名発表の記者会見の際、枝雀は「べかこの"こ"の響きと、千早赤阪村出身ということで、ご当地の楠木正成が『楠公』さんと呼ばれていることにもちなんで」と命名理由を説明した。襲名に際しては、襲名披露の前日に10回目の独演会を「さよならべかこ独演会」と称して開催している。
襲名後は2代目桂ざこば、5代目桂米團治らとの落語会などもおこなっており、2004年からは桂文珍、笑福亭鶴瓶との落語会「夢の三競演 三枚看板 大看板 金看板」を開催している。
枝雀の惣領弟子だが、それよりも「米朝の弟子」という色合いの方が強い扱いで、そのあたりが雀三郎以下の弟弟子との違いである。一門の香盤順位も現在は桂朝太郎、桂米蔵に次ぐ3番目（ただし朝太郎と米蔵は米朝事務所に所属しておらず、事務所の公式サイトのプロフィールでは筆頭）と、米朝の孫弟子としてはかなり優遇されている（例：ざこばは南光を呼び捨てにしなかった）。
2016年4月9日放送分の『バラエティー生活笑百科』から笑福亭仁鶴の室長補佐（サブ司会）として12年ぶりに復帰した。同時に久々の全国放送番組へのレギュラー復帰となった。翌年7月以降は仁鶴の体調不良による活動休止もあり、2018年4月より『相談室CEO』に昇格して事実上の司会者になった。2021年8月17日には仁鶴が骨髄異形成症候群のため大阪府内の自宅で死去。以降も『相談室CEO』の肩書で出演し続けたが、2022年春の編成抜本見直しにより、同年3月をもって番組が終了することが一部スポーツ新聞で報じられたが、最終的には同年4月9日放送分で終了することが正式に発表された。最終回の終盤で南光は「『生活笑百科』はご覧いただいた皆様とともに作り上げた番組でございます。これからも世の中をま〜るくおさめていきたいと思います」と視聴者に感謝の言葉を述べ、37年間の幕を降ろした。番組終了に伴い南光の全国放送のレギュラー番組が消滅した。

## 得意ネタ
- 『ちりとてちん』

初代桂春団治のSPレコードをもとにアレンジした。
- 『素人浄瑠璃』
- 『はてなの茶碗』
- 『質屋蔵』

他多数。自作、枝雀作の新作落語をやっていた時期もある。東京のネタを上方風に仕立て直したりもする（『火焔太鼓』など）。

## 人物
歯に衣着せぬ物言いとダミ声が特徴である。師匠の枝雀は、浄瑠璃ネタの演目を取り上げて解説を加える際に「稽古で声を褒めようがない生徒」の例としてしばしば南光の名を出し、物真似まじりでその悪声をからかった。
週刊ヤングマガジンで連載されていたマンガ『ゴリラーマン』の登場人物「田辺」のモデルとされており、本人も当時出演していた『11PM』で「このマンガに僕が出てるんですよ」と田辺のシーンを嬉しそうに紹介したことが有る。
「宇宙意思の会」の開祖で会長を務める（宇宙意思の会の名誉顧問は上岡龍太郎で東京支部長は立川志の輔）。また、「世界的男女問題研究家」であることを自称。出演番組によっては、高座名の「南光」にちなんで、「世界的男女問題研究家・サザンライト」と名乗ることもある。
弟子に対しては非常に厳しく、楽屋では弟子が何をしても叱るため弟子は何もできず、ひたすらじっとしているのが弟子の役目だという話を現在の一番弟子桂南天が落語会のフリートークコーナーで披露することがある。
2013年の聞き書きでは「個人的には元気なうちに引退したい」と述べている。

### 交遊
岡部まりの大ファンで、『探偵!ナイトスクープ』の収録日には必ず楽屋に花を贈っていたが何らかの手違いでキダ・タローの楽屋に毎日送られていた。大林素子はテレビでオリンピックを見て以来ファンになり試合観戦するようになり一眼レフカメラで毎回撮影するほどであった。また蒼井優のファンであるが面識はない。またべかこ時代から高倉健のファンであり、「高倉健ファンクラブ」を立ち上げ初代会長を務めていたこともある、映画が公開される度にインタビューをしたり桂南光を襲名した際は本人から祝の手紙を貰うなど交流があった。現在のヘアースタイルは高倉健をイメージしたものである。
友人河島英五の主催する神戸市の震災被災者激励のコンサートに毎回出演。河島の亡くなった年のコンサートでは、号泣しながら、彼の遺児たちと遺作の「旧友再会」を歌った。
ジャズの愛好家で、河田健と共にジャズのコンサート「桂南光と河田健のほのぼのジャズ倶楽部」を開いたり、他のジャズ演奏家のコンサートに飛び入りでゲスト出演することもある。
べかこ時代に、大師匠・米朝が行きつけだった京都のスナックで、たまたま居合わせた松任谷由実と意気投合し、当日朝まで飲み明かした。以来、松任谷が大阪に来た際にはべかこのラジオ番組に出演するなど、長い交友が続いている。
べかこ時代に、彼女に振られたため、楽屋にいた若井みどりにプロポーズをしたことがあるが、両人ともタイプではなく、みどりの方が漫才重視のため、断っていた。
『あさパラ!』（読売テレビ）で橋本マナミと共演したことがきっかけで、橋本のファンであることを自認。橋本が独身だった2017年3月には、森武史と山本浩之（いずれも在阪民放局出身のフリーアナウンサー）とともに「関西マナミ会」というファンクラブを発足させるとともに、会長として橋本が来阪するたびに親交を深めていた。橋本も「同会のメンバーでは南光が（最も好きな）タイプ」と明言していて、2019年11月に勤務医との結婚を発表する前には、結婚を決めたことを南光にいち早く報告したという。

### 趣味
少年時代に漫画家志望であったことから絵画に興味がある。師匠の枝雀が小米時代に開いた「桂小米の会」ではチラシにイラストを描いたほか、嘉門達夫の「ヤンキーの兄ちゃんのうた」のジャケットも手掛けた。現在でも美術館巡りをよくする。2013年の聞き書きでは、引退したら「70歳までにパリで暮らして、リトグラフで絵を作りたいというのが一番の望み」と述べている。
また観劇、ジャズ鑑賞、オカリナ演奏、ビリヤード、フライフィッシング、蕎麦打ち、料理、絵画など多趣味であるが、特に料理については、NHKの料理番組『きょうの料理』で料理人の村田吉弘と共演し、その腕前を披露した。また、大阪市中崎町の串揚げ店「サザンライト倶楽部」のオーナーをしていたことがある。また2011年にはツイッター、また豊竹英大夫の元で義太夫の修行も始めた。

## 受賞歴
- 1979年 「上方お笑い大賞」銀賞
- 1981年 「朝日上方落語名人選新人コンクール」優勝
- 1982年 「日本放送演芸大賞ホープ賞」優秀敢闘賞
- 1986年 「咲くやこの花賞」
- 1987年 「日本放送芸能大賞」話題賞
- 1988年 「上方お笑い大賞」金賞
- 1990年 「大阪府民劇場賞」奨励賞
- 1994年 「上方お笑い大賞」大賞
- 2015年 第50回大阪市市民表彰[30]
- 2022年 第72回芸術選奨文部科学大臣賞 大衆芸能部門[31]

## 出演番組

### 現在の出演
- 大阪ほんわかテレビ（喫茶サザンライトのマスター、読売テレビ）

- あさパラS（読売テレビ）- 週替わり出演
- きょうの料理（NHK総合、2021年4月2日 - ）月1回の大原千鶴担当企画で大原の相方を務める。

### 出演中のラジオ番組
- 松井愛のすこ～し愛して♥月曜パートナー（2015年3月30日-）
- 竹内弘一のこういっちゃナンですが（2022年3月-、KBS京都ラジオ）
- 竹内弘一のなにがナンでも!（朝日放送ラジオ、2024年4月7日 - 、毎週日曜日9:00 - 10:00）[32]

### 出演中のCM
- JAバンク兵庫 （2007年10月）
- 岡村製作所（2008年、関西地区限定）

### テレビドラマ
- 連続テレビ小説 オードリー（2000年、NHK）久保幸太 役
- 連続テレビ小説 わろてんか（2017年、NHK）

### 映画
- 徳川一族の崩壊（1980年）
- ノエルの不思議な冒険（1983年）
- 三文役者（2000年）
- 沈まぬ太陽（2009年）
- BECK（2010年、特別出演）

### 舞台
- じゃりン子チエ（2025年）おバァはん 役[33]

### 過去の出演
テレビ
- 文珍・南光のわがまま演芸会（NHK）
- NHKきょうの料理
- バラエティー生活笑百科（NHK大阪放送局） 2016年4月9日放送分から、仁鶴の室長補佐（サブ司会）として12年ぶりにレギュラー復帰。2017年7月以降は仁鶴の体調不良から室長代理として出演する機会が多くなり（補佐役は稲垣早希が就任）、2018年4月からは番組CEO（最高経営責任者ではなく、ちょっとええ感じのおっさんを意味する）に昇格、事実上の司会として出演していたが、2021年8月17日に仁鶴が逝去した後も2022年4月9日の番組終了までこのまま継承した。
- NHK趣味悠々 動物を描く 竹内浩一の日本画入門（2009年9月7日 - 2009年10月26日）
- 笑いころげてたっぷり枝雀（毎日放送　師匠の枝雀と共演）
- 爆笑夜席（毎日放送）
- ちちんぷいぷい（毎日放送、2006年4月12日 - 2021年3月11日）

初代メインパーソナリティの角淳一が『痛快!エブリデイ』へゲストで出演したことをきっかけに、同番組の司会と並行しながら金曜日に出演。2009年4月9日から、出演曜日を板東英二と入れ替える格好で、毎週木曜日に登場するようになった。
美術作品を鑑賞する趣味が高じて、自身の希望から「南光さんと美術館に行こう!」（毎日放送アナウンサーの山中真と共に美術展を巡る不定期ロケ企画）のリポートも担当。独自の視点で作品を解説していた。
スタジオトークでは、政治家や社会に対して頻繁に苦言を呈する一方で、「国際的男女問題研究家」としての見解も随時披露していた。2019年1月から3月までは「南光さん最後にちょっと言わせて!」、2020年7月から9月までは「桂南光のちょっと言わせて!」という冠コーナーをエンディングで担当。
- 晴れ時々たかじん→「べかこの自遊時間」（ABCテレビ）

「晴れ時々たかじん」では金曜日にレギュラー出演。同番組を辞めたくて仕方なかったたかじんが、当時のべかこを自分のマンションに呼んで「俺のあとを継げるのはべかちゃんしかおらんねん」と一晩中懇願したという。
- おはよう朝日です土曜日です（ABCテレビ）
- こちら夢通り（ABCテレビ）
- べかこのニュース一気!（関西テレビ）
- 痛快!エブリデイ（関西テレビ）

オープニングでは「『痛快!エブリデイ』の時間です」と言っていたのだが、「『痛快!エッブリデイ』と言っている」と言われ始め、本人がそれに合わせて「『痛快!エッブリデイ』の時間です」と挨拶するようになった。さらに1997年5月頃からは『つっかい!エッブリデイ』と変化していった。
- 扇町寄席（関西テレビ、不定期特番）
- おもしろサンデー（よみうりテレビ）
- 11PM大阪版（よみうりテレビ制作・日本テレビ系、1988年4月 - 1990年3月30日 火曜日担当）
- KISS YOU（1991年 よみうりテレビ MC 財津和夫と共演）
- 一発逆転!げんてんクイズ（チームリーダー、よみうりテレビ）
- あさパラ!（読売テレビ）- 週替わり出演

ラジオ
- ポップ対歌謡曲（レポーター、ABCラジオ）
- ABCラジオジラ（ABCラジオ）[1]
- 毎度おおきに!べかこらんど（ABCラジオ、月-金曜12:15-13:30。1987年10月 - 1989年9月）

「聞けば効くほどやしきたかじん」の後番組。
- 歌謡大全集（ナイターオフ、ABCラジオ）
- パノラマ大放送（ABCラジオ 円広志と共演）
- 日産ラジオスペシャル（MBSラジオ 角淳一と共演）
- それゆけ!水曜（MBSラジオ）
- ノムラでノムラだ♪ EXトラ!（MBSラジオ）
- わっしょいスペシャル・ハイ本番! 木曜バチョン（ラジオ大阪 笑福亭福笑と共演）
- 星空にうたおう 青春最前線（ラジオ大阪）
- べかこと鏡のディスク8作戦（ラジオ大阪　鏡宏一と共演）
- べかミラ大作戦（ラジオ大阪　鏡宏一と共演）
- OBC芸能スペシャル（ラジオ大阪）
- どっきん!面白天国・ゲラゲラゲリラ（ラジオ大阪）

### 過去のCM
- ハウス食品「浪花の中華そば 好きやねん」（高橋恵子、もんたよしのり、ダウンタウン、堀内孝雄らと共演）[34][35]
- 関西電力　原子力発電所には｢五重の安全｣が施されていることをPRしたCM
- 大阪ガス - 「ガスエアコン」

## 著書・CD・DVD
- 『NHKきょうの料理シリーズ 万能!おかずの素』（村田吉弘・山根大助・上柿元勝との共著、2003年5月16日、ISBN 4-14-187539-2）
- 『NHKきょうの料理シリーズ 人気料理人といっしょにつくる 桂南光のメチャうまごはん』（NHK出版編、2004年5月15日、ISBN 4-14-187544-9）
- 『THE 南光』（EMI MUSIC JAPAN、CDとDVD）※2008年3月26日

## 直弟子
- 2代目桂南天

### 廃業
- 桂ましゅ麿（現在は放送作家の上田信彦）
- 桂あかべ
- 桂くろ兵衛